# 名港 (名古屋市)
名港（めいこう）は、愛知県名古屋市港区の地名。現行行政地名は名港一丁目および名港二丁目がある。住居表示実施。

## 地理
名古屋市港区東部に位置する。東は千鳥一丁目・同二丁目、西は浜一丁目・同二丁目、南は入船一丁目、北は港陽三丁目に接する。

## 歴史

### 町名の由来
名古屋港に由来する。

### 沿革
- 1973年（昭和48年）10月20日 - 港区名港一丁目が稲荷町・港陽町・中川町・宝来町・真砂町・港本町・元町の各一部により、同区名港二丁目が稲荷町・北倉町・高砂町・真砂町・港本町・元町の各一部によりそれぞれ成立する[1]。

## 世帯数と人口
2019年（平成31年）3月1日現在の世帯数と人口は以下の通りである。
| 丁目       | 世帯数  | 人口    |
| ---------- | ------- | ------- |
| 名港一丁目 | 452世帯 | 791人   |
| 名港二丁目 | 285世帯 | 584人   |
| 計         | 737世帯 | 1,375人 |

### 人口の変遷
国勢調査による人口の推移
| 1995年（平成7年）  | 1,930人 | [ WEB 6 ]  |  |
| 2000年（平成12年） | 1,742人 | [ WEB 7 ]  |  |
| 2005年（平成17年） | 1,748人 | [ WEB 8 ]  |  |
| 2010年（平成22年） | 1,580人 | [ WEB 9 ]  |  |
| 2015年（平成27年） | 1,635人 | [ WEB 10 ] |  |

## 学区
市立小・中学校に通う場合、学校等は以下の通りとなる。また、公立高等学校に通う場合の学区は以下の通りとなる。
| 丁目       | 番・番地等 | 小学校                 | 中学校               | 高等学校 |
| ---------- | ---------- | ---------------------- | -------------------- | -------- |
| 名港一丁目 | 全域       | 名古屋市立西築地小学校 | 名古屋市立東港中学校 | 尾張学区 |
| 名港二丁目 | 全域       | 名古屋市立西築地小学校 | 名古屋市立東港中学校 | 尾張学区 |

## 施設
- 築地口商店街[2]
- 築地公設市場[3]
- 名古屋市営真咲荘[2]
- 名古屋船員会館[2]
- 臨港病院[2]
- 小柳歯科[2]
- 小串耳鼻咽喉科医院[2]
- 築地神社[3]
- 真宗大谷派信興寺[3]
- 高野山真言宗金剛寺[3]
- 金光教築地教会[2]
- ボートピア名古屋

## その他

### 日本郵便
- 郵便番号 : 455-0037[WEB 3]（集配局：名古屋港郵便局[WEB 13]）。

### WEB
1. ↑  “愛知県名古屋市港区の町丁・字一覧”.   人口統計ラボ. 2017年4月8日閲覧。
2. 1 2  “町・丁目(大字)別、年齢(10歳階級)別公簿人口(全市・区別)”.   名古屋市 (2019年3月20日). 2019年3月21日閲覧。
3. 1 2  “郵便番号”.  日本郵便. 2019年3月17日閲覧。
4. ↑  “市外局番の一覧”.   総務省. 2019年1月6日閲覧。
5. 1 2  名古屋市役所市民経済局地域振興部住民課町名表示係 (2015年10月21日). “港区の町名一覧”.   名古屋市. 2020年11月15日閲覧。
6. ↑  総務省統計局 (2014年3月28日). “平成7年国勢調査の調査結果(e-Stat) - 男女別人口及び世帯数 －町丁・字等”. 2019年3月23日閲覧。
7. ↑  総務省統計局 (2014年5月30日). “平成12年国勢調査の調査結果(e-Stat) - 男女別人口及び世帯数 －町丁・字等”. 2019年3月23日閲覧。
8. ↑  総務省統計局 (2014年6月27日). “平成17年国勢調査の調査結果(e-Stat) - 男女別人口及び世帯数 －町丁・字等”. 2019年3月23日閲覧。
9. ↑  総務省統計局 (2012年1月20日). “平成22年国勢調査の調査結果(e-Stat) - 男女別人口及び世帯数 －町丁・字等”. 2019年3月23日閲覧。
10. ↑  総務省統計局 (2017年1月27日). “平成27年国勢調査の調査結果(e-Stat) - 男女別人口及び世帯数 －町丁・字等”. 2019年3月23日閲覧。
11. ↑  “市立小・中学校の通学区域一覧”.   名古屋市 (2018年11月10日). 2019年1月14日閲覧。
12. ↑  “平成29年度以降の愛知県公立高等学校（全日制課程）入学者選抜における通学区域並びに群及びグループ分け案について”.   愛知県教育委員会 (2015年2月16日). 2019年1月14日閲覧。
13. ↑  “郵便番号簿 2018年度版” (PDF).   日本郵便. 2019年4月14日閲覧。

### 文献
1. 1 2  名古屋市計画局 1992, p. 842.

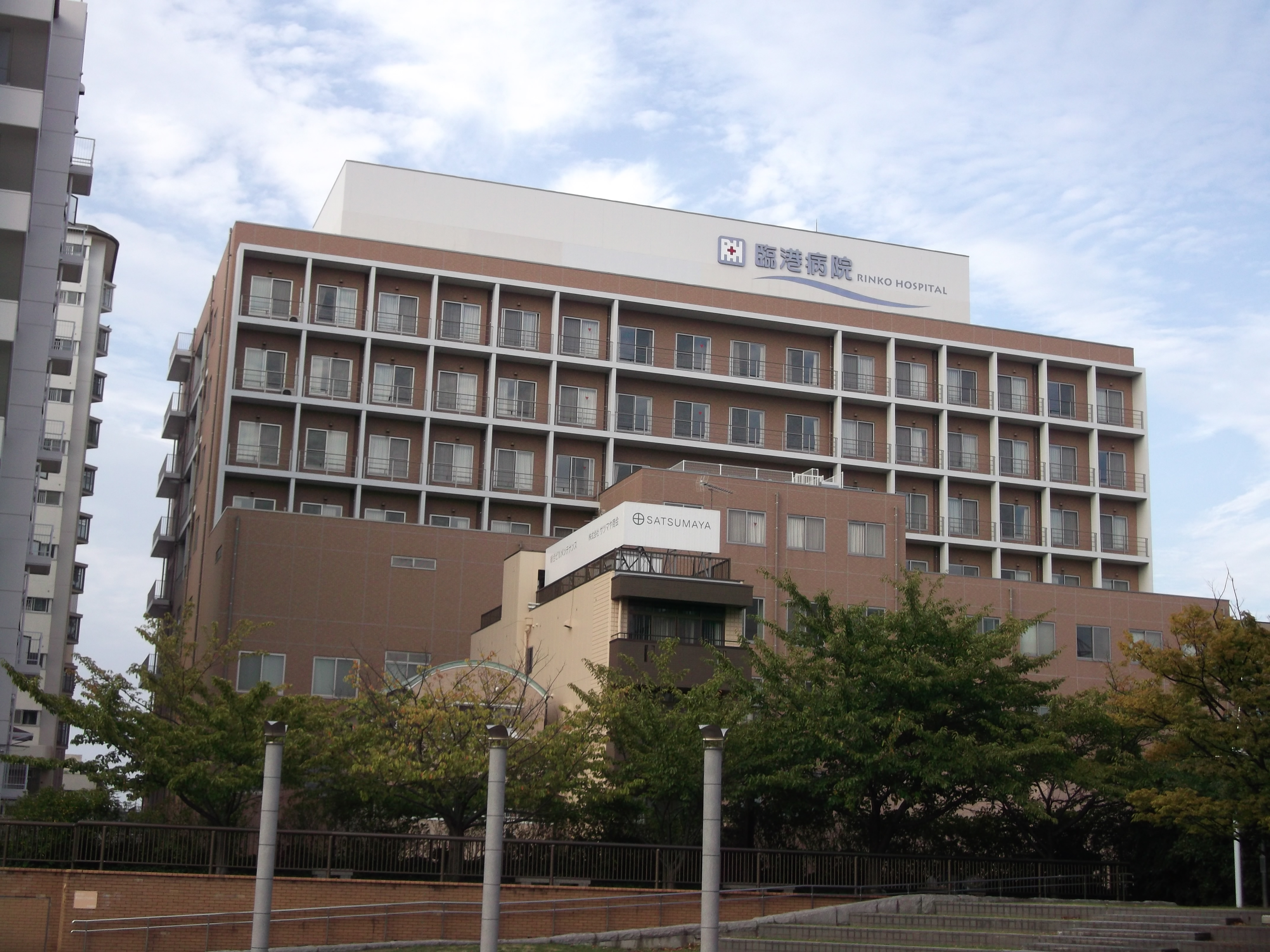
臨港病院

2. 1 2 3 4 5 6 7 8 9  「角川日本地名大辞典」編纂委員会 1989, p. 1536.
3. 1 2 3 4 5  名古屋市計画局 1992, p. 543.